# Agnès Callamard
Agnès Callamard (Pèiralata, França, 14 de març de 1963) és una advocada francesa, activista experta en drets humans. De 2016 a 2021 va ser relatora especial de l'Organització de les Nacions Unides sobre execucions extrajudicials, sumàries o arbitràries. Dirigeix el projecte Global Freedom of Expression de la Universitat de Colúmbia als Estats Units, i des del 2021 és secretària general d'Amnistia Internacional.
Com a relatora especial de l'Organització de les Nacions Unides sobre execucions extrajudicials, sumàries o arbitràries, el 2019 va dirigir la investigació sobre l'assassinat del periodista saudita Jamal Kashoggi, que va tenir lloc el 2 d'octubre de 2018 al consolat de l'Aràbia Saudita a Istanbul.
És autora, amb Alexandre Ducyk, del llibre Une enquêtrice à l'ONU, sobre la seva activitat les Nacions Unides i el seu compromís per la defensa dels drets humans. El llibre va posar-se en circulació el 9 de març de 2025.